# Guillermo Rodríguez (baseball)
Pour les articles homonymes, voir Guillermo Rodriguez (homonymie) et Rodríguez.
 (décembre 2014).
Guillermo Segundo Rodríguez, né le 15 mai 1978 à Barquisimeto (Venezuela), est un joueur vénézuélien de baseball  évoluant avec les Orioles de Baltimore dans la Ligue majeure de baseball au poste de receveur depuis 2007.

## Carrière
Guillermo Rodríguez est recruté comme agent libre amateur en 1995 par les Giants de San Francisco. Longtemps cantonné aux ligues mineures, il débute en Ligue majeure le 13 juin 2007 sous les couleurs des Giants.
Libéré de son contrat chez les Giants le 1er septembre 2008, il s'engage avec les Orioles de Baltimore le 22 novembre 2008.

## Statistiques
En saison régulière
| Statistiques de frappeur |               |    |    |    |    |    |    |    |     |    |      |
| Saison                   | Équipe        | J  | AB | R  | H  | 2B | 3B | HR | RBI | SB | BA   |
| 2007                     | San Francisco | 39 | 87 | 10 | 22 | 6  | 0  | 1  | 14  | 0  | .253 |
| 2009                     | Baltimore     | 7  | 5  | 1  | 0  | 0  | 0  | 0  | 1   | 0  | .000 |
| Totaux                   | Totaux        | 46 | 92 | 11 | 22 | 6  | 0  | 1  | 15  | 0  | .239 |

Note: J = Matches joués; AB = Passages au bâton; R = Points; H = Coups sûrs; 2B = Doubles; 
3B = Triples; HR = Coup de circuit; RBI = Points produits; SB = buts volés; BA = Moyenne au bâton 